# Landet för längesedan XIII: Visdomens vänner
Landet för längesedan XIII: Visdomens vänner (engelska: The Land Before Time XIII: The Wisdom of Friends)	är en amerikansk animerad långfilm från 2007 och är den 12:e uppföljaren till Landet för längesedan. Den släpptes direkt till video i DVD-region 1 den 28 november 2007.

## Handling
Lillefot, Cera, Kvackie, Tagg och Petri är glada över att äntligen ha träffat två gul-magade Beipiaosaurier, Loofah och Doofah som har förlorat sin väg till den avlägsna "Bär-dalen". Loofah och Doofah verkar vara för ointelligenta att hitta tillbaka, så Lillefot och de andra bestämmer sig för att hjälpa deras nya vänner medan de delar med sig viktiga livsläxor kallade "visdomar" längs vägen. Medan de når fram till Bär-dalen inser Lillefot att även om hans nya vänner inte följer hans visdomar så bra, så funkar deras metoder utmärkt.

## Originalröster
- John Ingle - berättaren, Herr Trehorn
- Cody Arens - Lillefot (dialog), Anthony Skillman (sång)
- Andi McAfee - Cera
- Aria Curzon - Kvackie
- Jeff Bennett - Petri
- Rob Paulsen - Tagg, Beipiaosaurus #4
- Cuba Gooding, Jr - Loofah
- Sandra Oh - Doofah
- Jessica Gee - Tria
- Miriam Flynn - Mormor Långhals
- Pete Sepenuk - Foobie

## Svenska röster
- Hans Wahlgren - berättaren
- Simon Edenroth - Lillefot
- Eleonor Telcs - Cera
- Annelie Berg - Kvackie, Mormor Långhals
- Staffan Hallerstam - Petri
- Anders Öjebo - Loofah
- Pernilla Wahlgren - Doofah
- Charlotte Ardai Jennefors - Tria
- Sture Ström - Morfar
- Niclas Wahlgren - Herr Trehorn

Övriga röster görs av Malena Laszlo, Tommy Nilsson, Anders Öjebo, Annelie Berg, Charlotte Ardai Jennefors, Eleonor Telcs, Hans Wahlgren, Niclas Wahlgren, Pernilla Wahlgren, Simon Edenroth, Staffan Hallerstam och Sture Ström.

### Fotnoter
1. ↑  ”The Land Before Time XIII: The Wisdom of Friends” (på engelska). Land Before Time. 28 november 2007. https://www.rottentomatoes.com/m/the-land-before-time-xiii-the-wisdom-of-friends/. Läst 27 augusti 2016.